# Erik Thorstvedt
Erik Thorstvedt (Stavanger, 28 oktober 1962) is een voormalig profvoetballer uit Noorwegen, die speelde als doelman gedurende zijn carrière. Hij speelde clubvoetbal in Noorwegen, Duitsland, Zweden en Engeland. Wegens aanhoudende rugklachten beëindigde hij zijn loopbaan in het seizoen 1995-1996 bij de Engelse topclub Tottenham Hotspur. Met die club won hij in 1991, als eerste Noor ooit, de FA Cup.

## Interlandcarrière
Thorstvedt kwam in totaal 97 keer uit voor de nationale ploeg van Noorwegen in de periode 1982–1996. Hij maakte zijn debuut op 13 november 1982 in de vriendschappelijke uitwedstrijd tegen Koeweit (1-0 nederlaag). Thorstvedt nam twee jaar later met zijn vaderland deel aan de Olympische Spelen van 1984 in Los Angeles, Verenigde Staten. Daar werd de ploeg in de eerste ronde uitgeschakeld. Thorstvedt nam eveneens deel aan het WK voetbal 1994 in de Verenigde Staten, waar de Noren onder leiding van bondscoach Egil Olsen strandden in de groepsfase. Hij speelde zijn 97ste en laatste interland op 27 maart 1996, toen hij na de rust inviel voor Frode Grodås in de vriendschappelijke uitwedstrijd Noord-Ierland (2-0-overwinning).

## Erelijst
IFK Göteborg
- Zweeds landskampioen

1987
 Tottenham Hotspur
- FA Cup

1991
- FA Charity Shield

1991

## Familie
Zijn zoon Kristian Thorstvedt is momenteel ook aan de slag als profvoetballer bij het Belgische KRC Genk. Kristian speelt als middenvelder.
1 Thorstvedt ·
2 Halle ·
3 Johnsen ·
4 Bratseth  ·
5 Bjørnebye ·
6 Flo ·
7 Mykland ·
8 Leonhardsen ·
9 Fjørtoft ·
10 Rekdal ·
11 Jakobsen ·
12 Grodås ·
13 Riise ·
14 Nilsen ·
15 Løken ·
16 Sørloth ·
17 Eggen ·
18 Håland ·
19 Strand ·
20 Berg ·
21 Rushfeldt ·
22 Bohinen ·
Coach: Olsen
- Bibsys: 97045412
- International Standard Name Identifier: 0000 0004 9098 8189
- Virtual International Authority File: 522149196517374791990